# Eric Ponsonby

Herb earla Besseborough

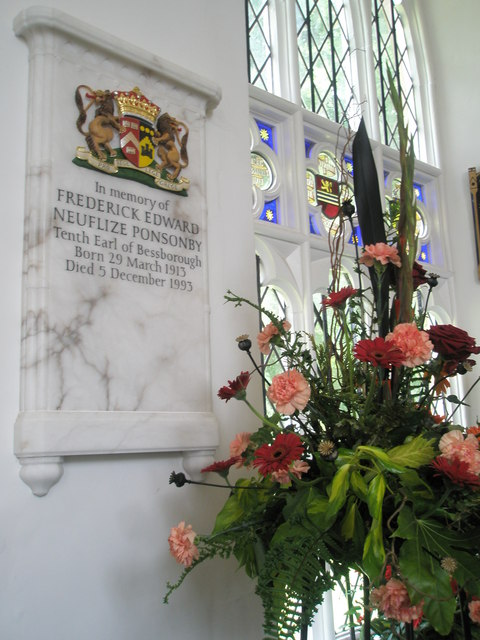
Tablica pamiątkowa w Stansted Park

Frederick Edward Neuflize „Eric” Ponsonby, 10. earl Bessborough (ur. 29 marca 1913, zm. 5 grudnia 1993) – brytyjski dyplomata i menedżer, członek Izby Lordów i poseł do Parlamentu Europejskiego.

## Życiorys
Syn Vere’a Ponsonby’ego, 9. earla Besseborough, parlamentarzysty i gubernatora generalnego Kanady. Jego matka Roberte była córką paryskiego bankiera barona Jeana de Neuflize. Absolwent Eton College i Kolegium Trójcy Świętej w Cambridge, gdzie uzyskał tytuł MA. Od 1936 do 1939 sekretarz Wysokiego Komisarza Ligi Narodów ds. uchodźców z Niemiec Neilla Malcolma, uczestniczył w konferencji w Évian. Podczas II wojny światowej służył w Royal Artillery we Francji i Afryce Północnej, dochodząc do stopnia kapitana. Pomiędzy 1944 a 1948 był drugim i pierwszym sekretarzem brytyjskiej ambasady w Paryżu. Później pracował w banku Robert Benson, Lonsdale & Co, Ltd. i jako dyrektor nadawcy telewizyjnego ATV Ltd. Był także autorem scenariuszy teatralnych. W 1977 został zastępcą lorda lejtnanta West Sussex. W 1988 przyjęty do American Philosophical Society.
Związał się z Partią Konserwatywną. W 1958 wszedł w skład Izby Lordów w miejsce swojego ojca, pozostał w niej do śmierci, a od 1973 do 1979 był oddelegowany do Parlamentu Europejskiego. Pełnił funkcję parlamentarnego podsekretarza ds. nauki (1963–1964), sekretarza ds. nauki (1964) oraz technologii (1970).
W 1948 poślubił Mary Munn, mieli jedną córkę Charlottę. Po jego śmierci linia earlów Bessborough wygasła.

## Odznaczenia
Odznaczony Orderem Świętego Jana Jerozolimskiego IV klasy i Legią Honorową V klasy.